# Purdiaea nutans
Purdiaea nutans là một loài thực vật có hoa trong họ Clethraceae. Loài này được Planch. miêu tả khoa học đầu tiên năm 1846.